# IC 2743
IC 2743 је појединачна звијезда у сазвјежђу Лав која се налази на листи објеката дубоког неба у Индекс каталогу.
Деклинација објекта је + 8° 41' 35" а ректасцензија 11h 21m 25,0s.